# Joseph Obas
Joseph Zoch Obas (Cap-Haïtien, 25 mai 1940 – New York, 21 juin 2014) est un footballeur haïtien.
Surnommé Zocil, il évoluait au poste de milieu de terrain dans les années 1960 et 1970.

## Biographie

### Carrière en club
Originaire du quartier de La Fossette à Cap-Haïtien, Joseph Obas intègre l'AS Capoise à l'âge de 17 ans et demi. Il se fait remarquer en 1962 après un match disputé face au Violette AC où il marque deux buts.
Dès lors, il rejoint les rangs du Racing Club Haïtien où il atteint la consécration internationale en remportant la Coupe des champions de la CONCACAF en 1963. Il poursuit sa carrière dans les années 1970 au sein du Violette AC avant de raccrocher les crampons en 1974.

### Carrière en sélection
International haïtien à 27 reprises (7 buts marqués), Joseph Obas a l'occasion de disputer trois éditions de la Coupe des nations de la CONCACAF en 1965, 1967 et 1971.
En 1968, il prend part à 7 rencontres des éliminatoires de la Coupe du monde 1970 et s'y distingue en marquant 4 buts. Néanmoins, il sera écarté par le sélectionneur Antoine Tassy au profit de Philippe Vorbe qui deviendra le nouveau meneur des Grenadiers d'Haïti.
Buts en sélection
| Buts en sélection de Joseph Obas | Buts en sélection de Joseph Obas | Buts en sélection de Joseph Obas            | Buts en sélection de Joseph Obas | Buts en sélection de Joseph Obas | Buts en sélection de Joseph Obas | Buts en sélection de Joseph Obas |
|                                  | Date                             | Lieu                                        | Adversaire                       | Score                            | Résultat                         | Compétition                      |
| -------------------------------- | -------------------------------- | ------------------------------------------- | -------------------------------- | -------------------------------- | -------------------------------- | -------------------------------- |
| 1.                               | 30 mars 1965                     | Estadio Mateo Flores, Guatemala (Guatemala) | Costa Rica                       | 2-1                              | 3-1                              | Coupe CONCACAF 1965              |
| 2.                               | 8 avril 1965                     | Estadio Mateo Flores, Guatemala (Guatemala) | Antilles néerlandaises           | 1-1                              | 1-1                              | Coupe CONCACAF 1965              |
| 3.                               | 21 octobre 1968                  | Stade Sylvio-Cator, Port-au-Prince (Haïti)  | États-Unis                       |                                  | 5-2                              | Match amical                     |
| 4.                               | 23 novembre 1968                 | Stade Sylvio-Cator, Port-au-Prince (Haïti)  | Trinité-et-Tobago                | 0-2                              | 0-4                              | Élim. Coupe du monde 1970        |
| 5.                               | 23 février 1969                  | Estadio Mateo Flores, Guatemala (Guatemala) | Guatemala                        | 1-1                              | 1-1                              | Élim. Coupe du monde 1970        |
| 6.                               | 20 avril 1969                    | Stade Sylvio-Cator, Port-au-Prince (Haïti)  | États-Unis                       | 1-0                              | 2-0                              | Élim. Coupe du monde 1970        |
| 7.                               | 21 septembre 1969                | Stade Sylvio-Cator, Port-au-Prince (Haïti)  | Salvador                         | 1-1                              | 1-2                              | Élim. Coupe du monde 1970        |

### Décès
Une fois sa carrière de joueur terminée, il part s'installer à New York. Il s'y éteint le 21 juin 2014 des suites d'une crise cardiaque.

## Palmarès

### En club
- RC Haïtien
  - Champion d'Haïti en 1969.
  - Vainqueur de la Coupe des champions de la CONCACAF en 1963.

### En équipe nationale
- Haïti
  - Finaliste de la Coupe des nations de la CONCACAF en 1971.